# Yaya Fofana
Yaya Kader Fofana (Yopougon, 12 giugno 2004) è un calciatore ivoriano, centrocampista dello Stade Reims.

## Carriera
Fofana è cresciuto nelle giovanili dell'Afrique Football Élite e nell'agosto del 2022 è stato acquistato a titolo definitivo dal Lens. Dopo una sola stagione con la seconda squadra del club giallorosso è passato allo Stade Reims, con cui ha debuttato il 7 gennaio 2024 nell'incontro di Coppa di Francia vinto 3-0 contro il Dinan Léhon.

## Statistiche

### Presenze e reti nei club
Statistiche aggiornate al 29 novembre 2024.
| Stagione           | Squadra            | Campionato         | Campionato | Campionato | Coppe nazionali | Coppe nazionali | Coppe nazionali | Coppe continentali | Coppe continentali | Coppe continentali | Altre coppe | Altre coppe | Altre coppe | Totale | Totale | Totale |
| Stagione           | Squadra            | Comp               | Pres       | Reti       | Comp            | Pres            | Reti            | Comp               | Pres               | Reti               | Comp        | Pres        | Reti        | Pres   | Reti   |        |
| ------------------ | ------------------ | ------------------ | ---------- | ---------- | --------------- | --------------- | --------------- | ------------------ | ------------------ | ------------------ | ----------- | ----------- | ----------- | ------ | ------ | ------ |
| 2022-2023          | Lens 2             | N3                 | 10         | 1          | -               | -               | -               | -                  | -                  | -                  | -           | -           | -           | 10     | 1      |        |
| 2023-2024          | Stade Reims 2      | N3                 | 11         | 8          | -               | -               | -               | -                  | -                  | -                  | -           | -           | -           | 11     | 8      |        |
| 2023-2024          | Stade Reims        | L1                 | 4          | 0          | CF              | 2               | 0               | -                  | -                  | -                  | -           | -           | -           | 6      | 0      |        |
| 2024-2025          | Stade Reims        | L1                 | 11         | 1          | CF              | -               | -               | -                  | -                  | -                  | -           | -           | -           | 11     | 1      |        |
| Totale Stade Reims | Totale Stade Reims | Totale Stade Reims | 15         | 1          |                 | 2               | 0               |                    | -                  | -                  |             | -           | -           | 17     | 1      |        |
| Totale carriera    | Totale carriera    | Totale carriera    | 36         | 10         |                 | 2               | 0               |                    | -                  | -                  |             | -           | -           | 38     | 10     |        |